# 1972年夏季残疾人奥林匹克运动会罗得西亚代表团
1972年夏季残疾人奥林匹克运动会罗得西亚代表团是罗得西亚派出的1972年夏季残疾人奥林匹克运动会代表团。获得3枚金牌、5枚银牌和4枚铜牌。